# Radovan Fořt
Pour les articles homonymes, voir Fort.
Radovan Fořt (né le 14 février 1965 à Ústí nad Labem) est un coureur cycliste tchèque. Spécialisé en cyclo-cross, il a été le premier champion de République tchèque de cyclo-cross professionnel, en 1993, et a été médaillé de bronze du championnat du monde de cyclo-cross junior en 1982. Aux Jeux olympiques d'Atlanta en 1996, il participe à la course de VTT cross-country, dont il prend la 24e place.

## Palmarès en cyclo-cross
- 1981-1982
  -  Médaillé de bronze du championnat du monde de cyclo-cross junior
- 1982-1983
  - 4e du championnat du monde de cyclo-cross junior
- 1983-1984
  - 4e du championnat du monde de cyclo-cross amateur
- 1989-1990
  - Trofeo Mamma & Papà Guerciotti
- 1990-1991
  -  Champion de Tchécoslovaquie de cyclo-cross amateur
  - 9e du championnat du monde de cyclo-cross amateur
- 1991-1992
  - Cyclo-cross d'Igorre
  - 10e du championnat du monde de cyclo-cross amateur
- 1992-1993
  -  Champion de République tchèque de cyclo-cross

## Palmarès sur route
- 1986
  - 4e étape du Circuit de la Sarthe
- 1988
  - 3e du Tour de Bohême
  - 8e du championnats du monde sur route amateur
- 1989
  - 2e du championnat de Tchécoslovaquie sur route